# Jetavanaramaya

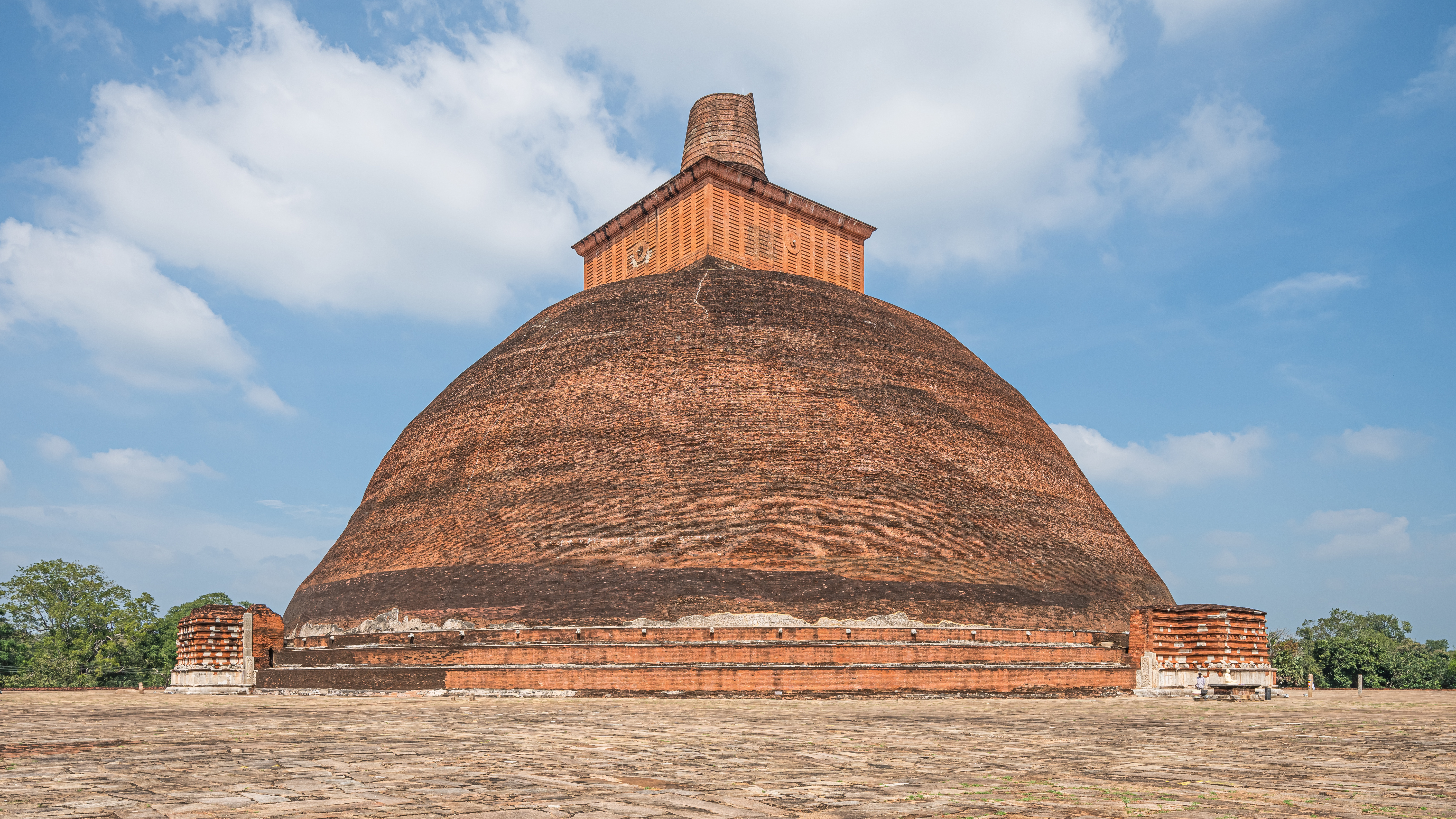
Le Jetavanaramaya en 2020.

Le Jetavanaramaya est un stûpa du Sri Lanka situé dans les ruines du complexe du Jetavanavihara, dans l'ancienne capitale Anuradhapura. Sa construction a été débutée par le roi Mahasena (273–301) après la destruction du Mahavihara et terminée par son fils Maghavanna Ier. Il abriterait la relique d'une partie d'une ceinture ou d'une courroie nouée par le Bouddha.
Cette construction est importante dans l'histoire du Sri Lanka, car elle témoigne des tensions entre le Theravada et le Mahayana au sein du bouddhisme ; c'était aussi une des plus grandes structures de l'ancien monde avec une hauteur de 122 m, ce qui en fait le plus grand stûpa de l'époque. Elle n'est plus aujourd'hui le plus haut stûpa, mais est encore le plus large, avec une base de 233 000 m2. Environ 93,3 millions de briques ont été nécessaires à sa construction, qui a représenté un succès technique à l'époque. Selon le Mahavamsa, il a été édifié à la place du Mahavira détruit, ce qui a provoqué une révolte d'un des ministres du roi.
Outre le stûpa, le complexe couvre environ 5,6 hectares et on estime qu'il a pu abriter 10 000 moines bouddhistes. Chaque côté de l'enceinte du stûpa fait 176 m de long et les volées d'escaliers qui y mènent sont larges de 9 m. Les chambranles du sanctuaire situé dans l'enceinte sont hauts de 8 m. Les fondations, profondes de 8,5 m, sont établies directement sur la roche-mère. Des inscriptions gravées donnent le nom des donateurs qui ont contribué à la construction.

## Origine

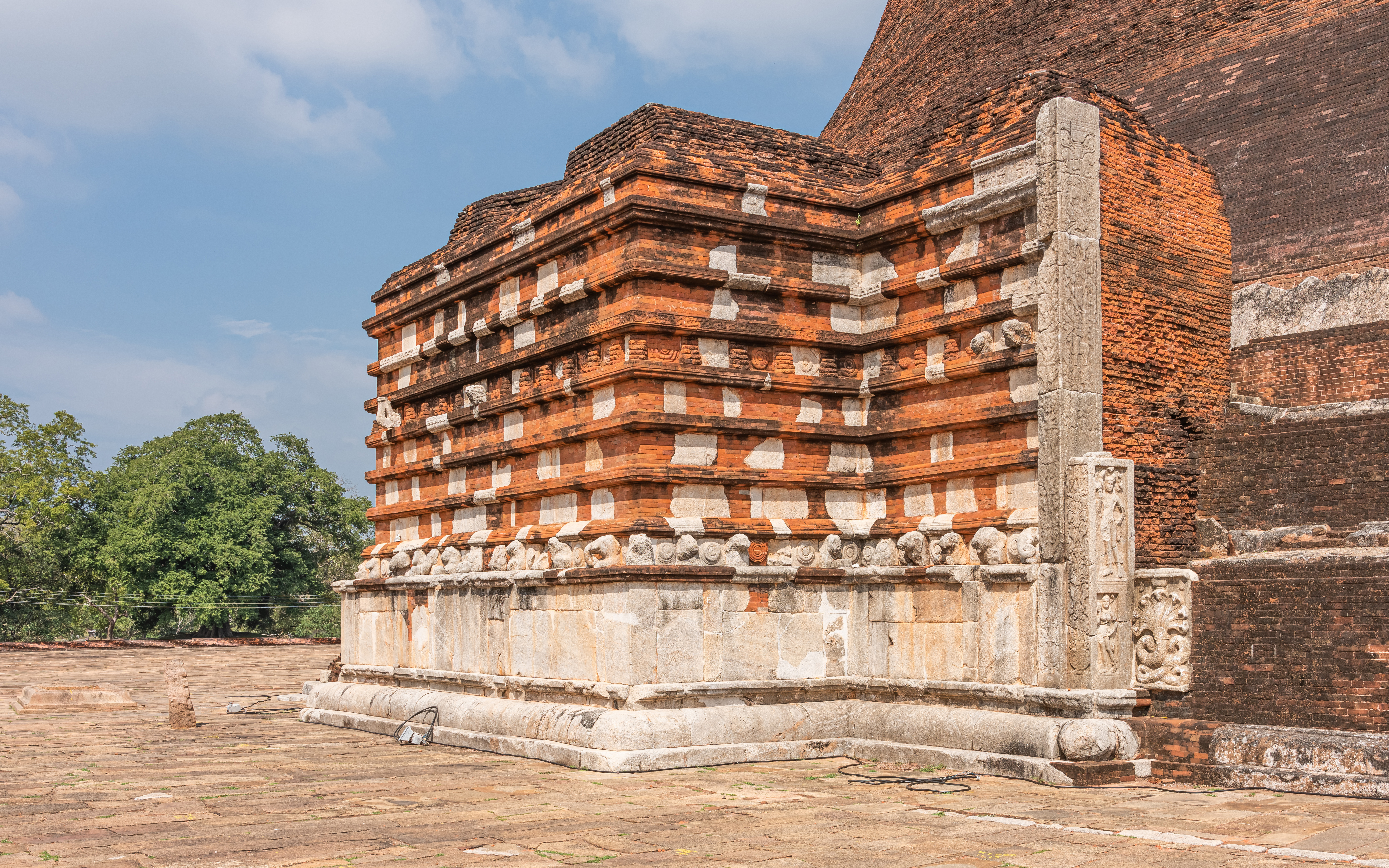
Reconstitution du wahalkada (chambre reliquaire) sud du Jetavanaramaya.

Après la mort du roi Jettha Tissa Ier en 277, son frère Mahasena a été consacré roi par le moine Sanghamitta. Sous l'influence de celui-ci, Mahasena a lancé une campagne contre le bouddhisme theravada installé au Mahavihara. Les divergences entre les tenants du Theravada et ceux du Mahayana se sont exacerbées au point que des amendes ont été instituées pour toute personne offrant des aumônes aux moines du Mahavihara. Le Mahavamsa cite Sanghamitta : « Les occupants du Mahavihara n'enseignent pas le (véritable) vinaya, nous sommes ceux qui enseignent le (véritable) vinaya, ô roi. ».
Le Mahavihara a finalement été abandonné par ses occupants, qui se sont réfugiés dans les montagnes de Malaya Rata (en) et dans la Principauté de Ruhuna (en) dans le sud. Il a alors été pillé par Sanghamitta et le ministre Sona, et toutes ses possessions transférées au monastère d'Abhayagiri. Ce pillage a provoqué la révolte du ministre Meghavannabhaya, qui a levé une armée à Malaya Rata et s'est avancé jusqu'au réservoir de Duratissaka. Le roi Mahasena a marché contre lui avec son armée, mais ils ont négocié le soir avant la bataille. Selon le Mahavamsa, le roi s'est excusé pour le pillage et a accepté la construction d'un nouveau vihara à la place du Mahavihara : « (je) repeuplerai le monastère ; pardonne-moi ma faute. » Sanghamitta a ensuite été assassiné par un paysan sur l'ordre d'une des femmes du roi, puis le ministre Sona.
La construction du Jetavanaramaya a alors commencé pour le moine Tissa, mais celui-ci a été convaincu d'un crime après l'enquête d'un ministre et il a été contraint de quitter la robe et expulsé de son ordre. Les moines de dakkinagiri ont alors reçu le Jetavana Vihara.

## Conception et édification

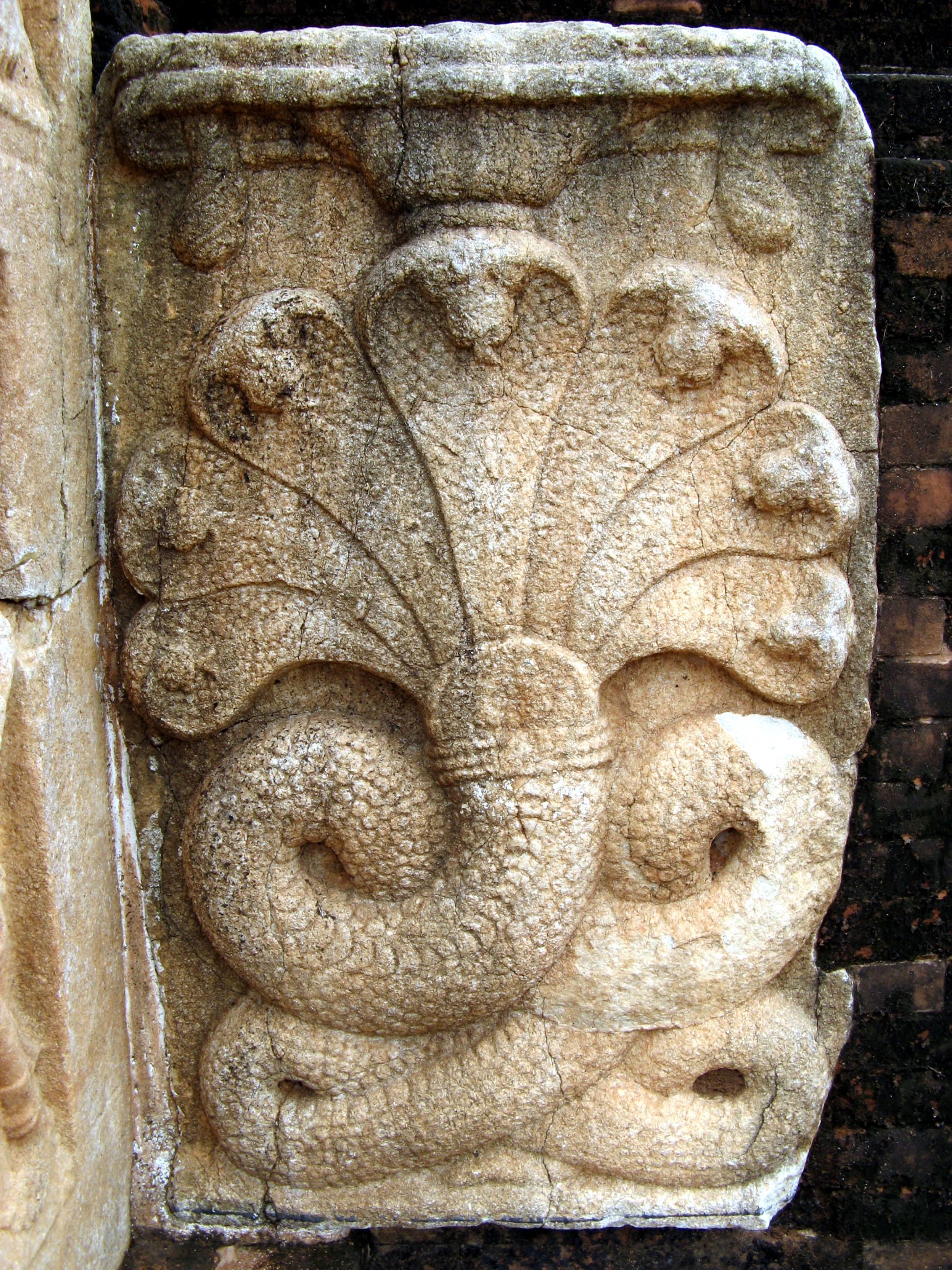
Bas relief d'un Nāgaraja (roi des Nāgas).

Construire un stûpa de cette taille a demandé des connaissances architecturales significatives. Ses fondations atteignent une profondeur de 8,5 m et sa hauteur a nécessité des briques pouvant supporter des charges allant jusqu'à 166 kg. Les fondations reposent sur la roche-mère et le dôme est construit de briques et de demi-briques avec un remplissage de terre, sa forme parfaitement ellipsoïdale offrant une bonne résistance pour un volume d'une telle importance.
Le chapitre XXIX du Mahavamsa décrit la pose des fondations du Ruwanweliseya (en) quatre siècles plus tôt, où des failles ont été remplies par des pierres tassées par des éléphants aux pieds gainés de cuir. Les briques représentaient une amélioration des techniques traditionnelles : composées de 60 % de sable fin et de 35 % d'argile utilisées pour la construction, elles pouvaient supporter une pression de 43,5 kg/cm2. L'analyse de son élasticité linéaire (en) montre que la pression maximale au cœur du bâtiment atteignait 839 kPa, soit dix fois moins que ce que pouvaient supporter les briques.
Le liant entre les briques était constitué d'un mélange de dolomite finement broyée, d'argile et de sable tamisé. L'argile utilisée était souple et pouvait supporter certains mouvements internes de la structure. Une des faces de chaque brique était rugueuse pour bien accrocher le liant et limiter les mouvements latéraux. La surface extérieure du stupa était couverte d'un mortier de chaux pouvant contenir des coquilles broyées, du sirop de sucre, des blancs d'œufs, du lait de coco, de la colle, de l'huile, de la résine végétale, du sable, de l'argile et de petits galets. Ce mortier imperméabilisait la structure. Le Mahavamsa mentionne aussi l'utilisation de feuilles de cuivre par-dessus les fondations et d'arsenic dissous dans l'huile de sésame pour empêcher l'infiltration d'insectes et la pousse de plantes à l'intérieur. On estime que la construction du Jetavanaramaya a pris 15 ans, avec plusieurs centaines de travailleurs spécialisés, notamment de fabricants de briques, maçons et tailleurs de pierres.

## Histoire tardive et moderne

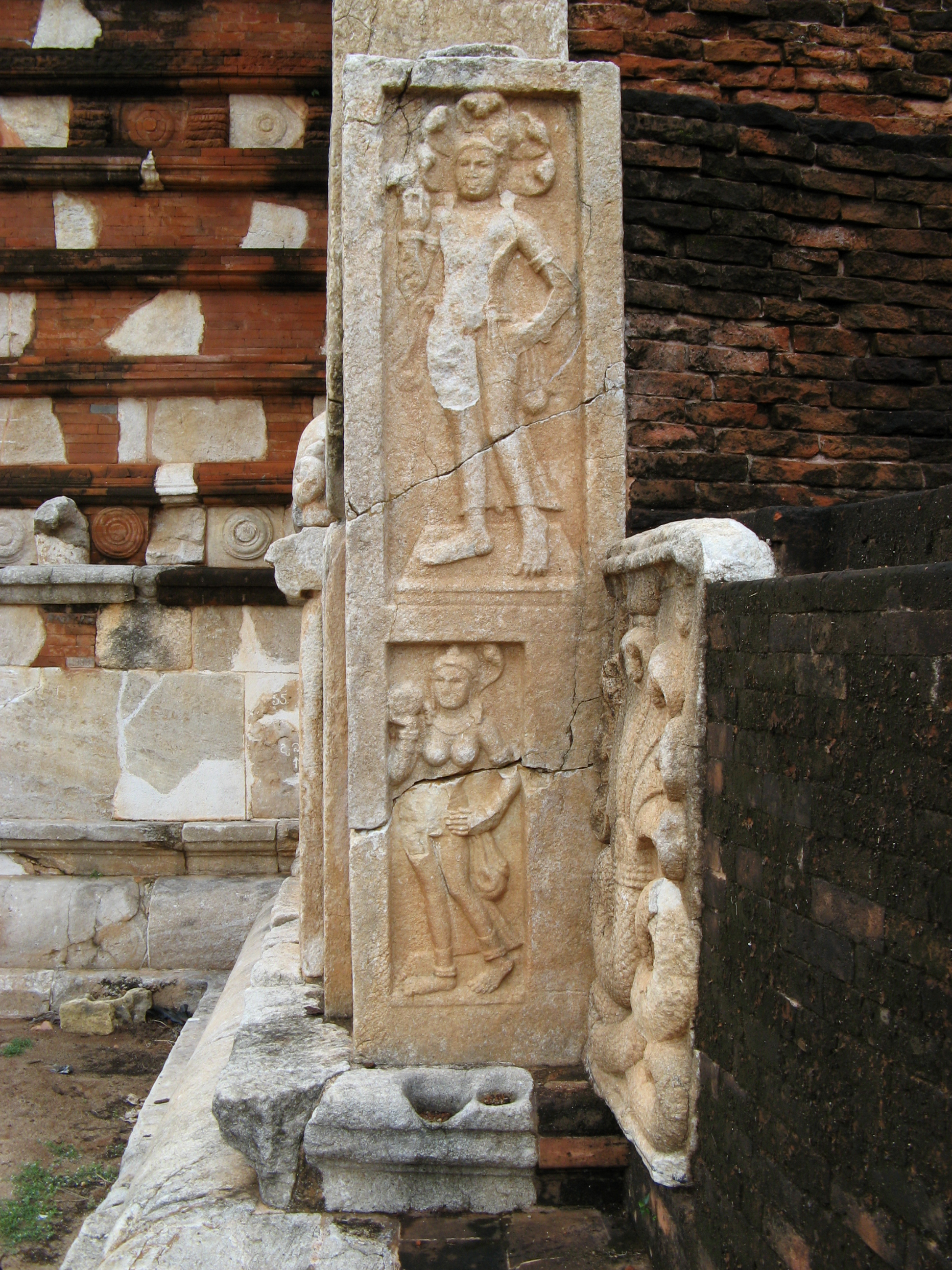
Sculptures à la base du stûpa dont le roi-serpent Nagaraja.

Le Jetavanaramaya se trouvait sous la responsabilité des moines de l'école Sagalika. Cette école était étroitement liée au monastère d'Abhayagiri. Vers la fin de la période d'Anuradhapura, Jetavana était devenu le centre d'une des trois fraternités monastiques de l'île, avec le Mahavihara et l'Abhyagiriya. Ces fraternités ont été unies durant le règne du roi Parakramabahu I (1153-1186).
Jusqu'en 1909, le Jetavanaramaya est resté couvert de broussailles. Kumbuke Dhammarama, moine du temple de Sailabimbaramaya à Dodanduwa, a été autorisé à dégager le stupa et son enceinte par le comité de l'Atamasthana (en). Cette autorisation a ensuite été transférée à Palannaruwe Sobita, un autre moine qui a poursuivi les travaux avant d'en être expulsé par décision de justice.
Les campagnes de restauration et de conservation ont été financées par la vente de tickets d'entrée, principalement aux touristes étrangers visitant les trois sites d'Anuradhapura, Polonnaruwa et Sigiriya. De nouvelles briques ont été cuites en utilisant le même type de mélange que les constructeurs d'origine. Des fouilles ont mis au jour des objets indiquant que le Sri Lanka était un important dépôt pour les relations commerciales entre les pays riverains de l'Inde et ceux de la Méditerranée et de l'Extrême-Orient, ainsi que des influences artistiques communes aux cultures de l'Asie du Sud.